# Миноносцы типа «Спика»
Миноносцы типа «Спика» (итал. Le torpediniere di Classe Spica) — итальянские миноносцы времён Второй мировой войны. Строительство этих миноносцев началось благодаря Вашингтонскому соглашению, разрешавшему строить корабли водоизмещением около 600 т в неограниченом количестве. Всего было построено 32 таких миноносца, из которых 30 состояли на вооружении Италии, а ещё 2 были проданы в 1940 году в Швецию. Хотя они классифицировались как миноносцы, в реальности они выполняли функции эскортных миноносцев (эсминцев) и охотников за подводными лодками. За годы войны были потоплены 23 корабля этого типа. Водоизмещение 780-808 т (стандартное) и 995-1040 т (полное).

## Список кораблей
| Название   | Верфь                   | Дата спуска на воду | Судьба |
| ---------- | ----------------------- | ------------------- | --- |
| Airone     | Ансальдо (Генуя)        | 10 мая 1938         | Потоплен 12 октября 1940 у мыса Пассеро крейсером «Аякс». |
| Alcione    | Ансальдо (Генуя)        | 10 мая 1938         | Потоплен 11 декабря 1941 подводной лодкой «Труант». |
| Aldebaran  | Ансальдо (Генуя)        | 6 декабря 1936      | Затонул 20 октября 1941, подорвавшись на мине. |
| Altair     | Ансальдо (Генуя)        | 23 декабря 1936     | Затонул 20 октября 1941, подорвавшись на мине. |
| Andromeda  | Ансальдо (Генуя)        | 6 декабря 1936      | Затонул 17 марта 1941. |
| Antares    | Ансальдо (Генуя)        | 23 декабря 1936     | 29 декабря 1940 миноносцем потоплена подлодка «Протей». Сам миноносец затоплен 28 марта 1943.                                                                        |
| Aretusa    | Ансальдо (Генуя)        | 1 июля 1938         | Прошёл всю войну, служил в ВМС Италии, выведен 1 августа 1958. |
| Ariel      | Ансальдо (Генуя)        | 1 июля 1938         | Потоплен 12 октября 1940 у мыса Пассеро крейсером «Аякс». |
| Astore     | БС Наполетани (Неаполь) | 30 мая 1935         | Продан ВМС Швеции в 1940 году, служил под именем Remus. Списан в 1958 году.                                                                                          |
| Calipso    | Ансальдо (Генуя)        | 16 ноября 1938      | Затонул 5 декабря 1940, подорвавшись на минах близ Триполи. |
| Calliope   | Ансальдо (Генуя)        | 28 октября 1938     | Прошёл всю войну, служил в ВМС Италии, выведен 1 августа 1958. |
| Canopo     | CT Рива Тригосо (Генуя) | 31 марта 1937       | Затонул 3 мая 1941. |
| Cassiopea  | CT Рива Тригосо (Генуя) | 26 апреля 1937      | 16 апреля 1943 потопил эсминец «Пэкенхэм» близ островов Мареттимо. Прошёл всю войну, служил в ВМС Италии, выведен в 1959 году.                                       |
| Castore    | CNR (Анкона)            | 16 января 1937      | Потоплен 2 июня 1943 эсминцами «Джервис» и «Василисса Ольга». |
| Centauro   | CNR (Анкона)            | 16 июня 1936        | Затонул 4 ноября 1942 после авианалёта на Бенгази. |
| Cigno      | CNR (Анкона)            | 15 марта 1937       | Потоплен 16 апреля 1943 эсминцами «Пэкенхэм» и «Паладин». |
| Circe      | Ансальдо (Генуя)        | 4 октября 1938      | Потопил субмарины «Грампус», «Унион», P38 и «Темпест». Затонул после столкновения 27 ноября 1942.                                                                    |
| Climene    | CNR (Анкона)            | 24 апреля 1936      | Потоплен 28 апреля 1943 подводной лодкой «Аншейкен» |
| Clio       | Ансальдо (Генуя)        | 2 октября 1938      | В 1940 году потопил «Грампус» и, возможно, «Тритон». Прошёл всю войну, служил в ВМС Италии, выведен в 1959 году.                                                     |
| Libra      | CNQ (Фиуме)             | 19 января 1938      | Прошёл всю войну, служил в ВМС Италии, выведен в 1964 году. |
| Lince      | CNQ (Фиуме)             | 1 апреля 1938       | В феврале 1941 года участвовал в обстреле Кастелоризо. Потоплен 28 августа 1943 подводной лодкой «Ультор».                                                           |
| Lira       | CNQ (Фиуме)             | 1 января 1938       | Затоплен 9 сентября 1943 экипажем, поднят немцами и отремонтирован. В составе кригсмарине служил под именеи TA-49, потоплен 4 ноября 1944 в ходе авианалёта.         |
| Lupo       | CNQ (Фиуме)             | 28 февраля 1938     | 31 января 1941 года торпедировал танкер «Десмулея». Участвовал в Греческой кампании. 2 декабря 1942 года группой эсминцев «Джервис», «Джавелин», «Янус» и «Кельвин». |
| Pallade    | БС Наполетани (Неаполь) | 5 октября 1938      | Потоплен 5 августа 1942 в ходе авианалёта на Неаполь. |
| Partenope  | БС Наполетани (Неаполь) | 26 ноября 1938      | Затоплен экипажем 11 сентября 1943. |
| Perseo     | CNQ (Фиуме)             | 1 февраля 1936      | Потоплен 4 мая 1943 кораблями «Нубиан», «Петард» и «Паладин». |
| Pleiadi    | БС Наполетани (Неаполь) | 4 июля 1938         | Затоплен 14 октября 1941 в порту Триполи. |
| Polluce    | БС Наполетани (Неаполь) | 8 августа 1938      | Потоплен самолётами-торпедоносцами 4 сентября 1942. |
| Sagittario | CNQ (Фиуме)             | 8 октября 1936      | Участвовал в Критской операции, потопил британский артиллерийский катер MTB-639 28 апреля 1941 в Тунисе. Прошёл всю войну, служил в ВМС Италии, выведен в 1964 году. |
| Sirio      | CNQ (Фиуме)             | 1 марта 1936        | Прошёл всю войну, служил в ВМС Италии, выведен в 1959 году. |
| Spica      | БС Наполетани (Неаполь) | 30 мая 1935         | Продан ВМС Швеции в 1940 году, служил под именем Romulus. Списан в 1958 году.                                                                                        |
| Vega       | CNQ (Фиуме)             | 12 октября 1936     | Потоплен 10 января 1941 кораблём «Хируорд». |

На основе этих кораблей Швеция построила эскортные миноносцы типа «Моде».